# یواس‌ان‌اس استریون (تی-ای‌اف-۶۳)
یواس‌ان‌اس استریون (تی-ای‌اف-۶۳) (به انگلیسی: USNS Asterion (T-AF-63)) یک کشتی بود که طول آن ۴۵۵ فوت ۲ اینچ (۱۳۸٫۷۳ متر) بود. این کشتی در سال ۱۹۴۴ ساخته شد.